# Маньковичи (Столинский район)
Маньковичи (бел. Ма́нькавічы) — деревня в Столинском районе Брестской области Беларуси. Административный центр Маньковичского сельсовета.

## География
Деревня расположена в 4 км на северо-восток от Столина, в 250 км на восток от Бреста, на юго-запад от Белоуши. Пролегает шоссе Р-88.

### Гидрография
На левом берегу реки Горынь.

## История
В 1885 году Радзивиллами заложен пейзажный парк и до 1905 года построен дворец в стиле необарокко. Маньковичи выбраны для строительства дворцово-паркового комплекса из-за ландшафтных предпочтений местности. Таким образом поселение стало центром Давид-Городокской ординации Радзивиллов. 

Дворцово-парковый комплекс Радзивиллов
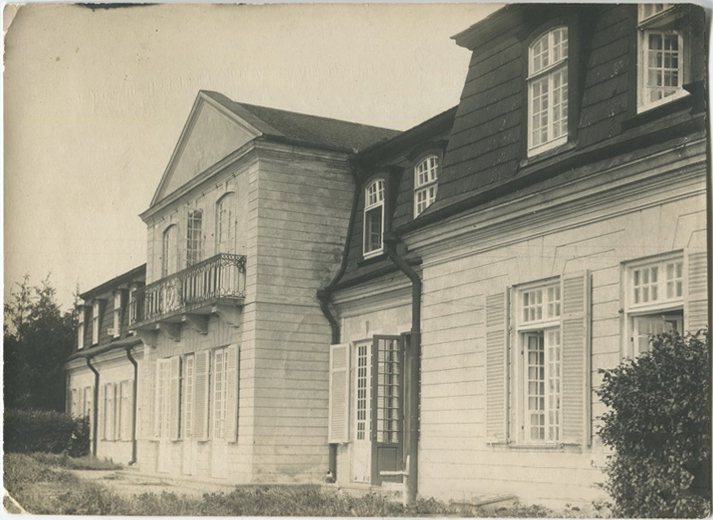
1916—1917 гг.
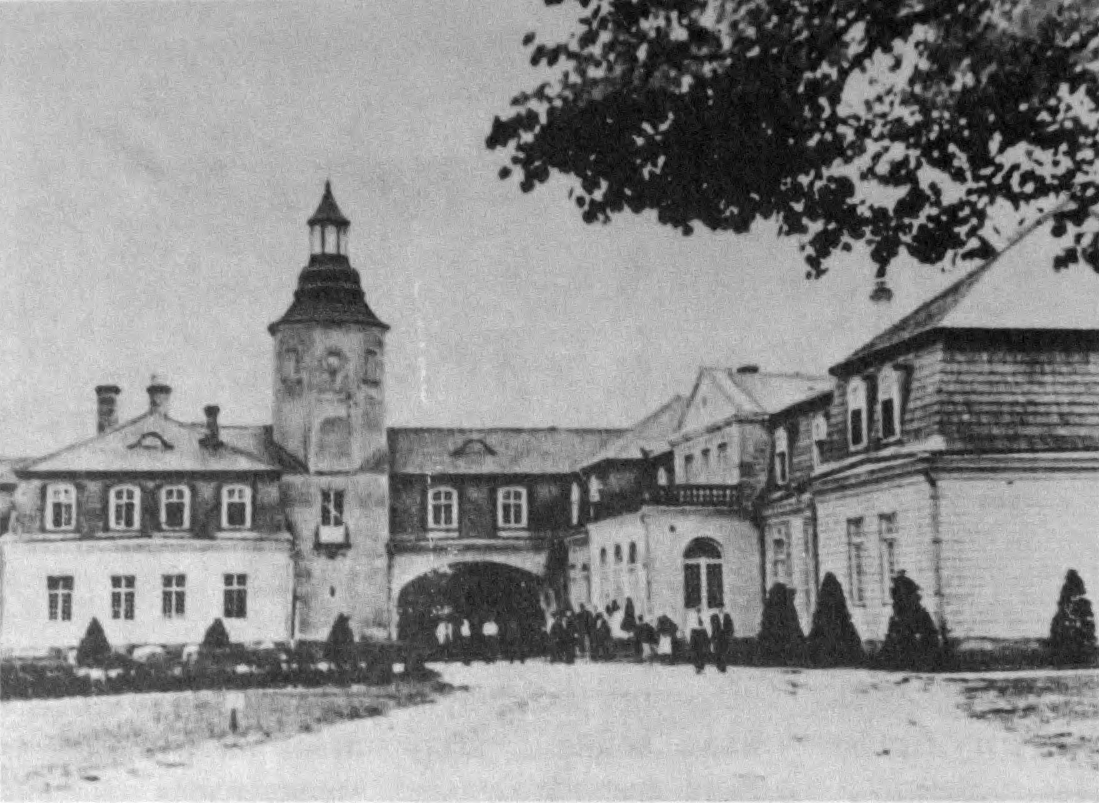
1920-е гг.
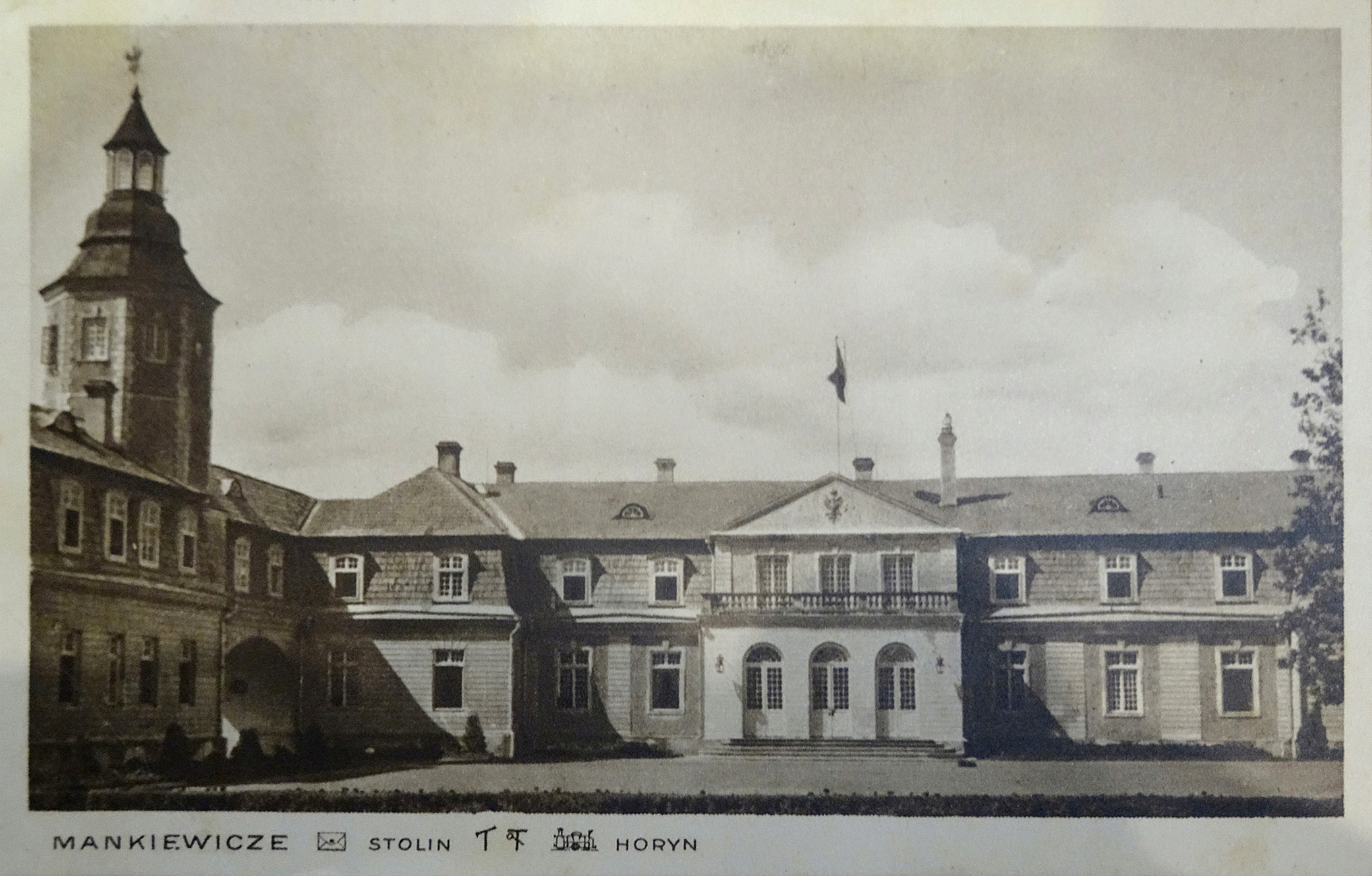
1935 г.
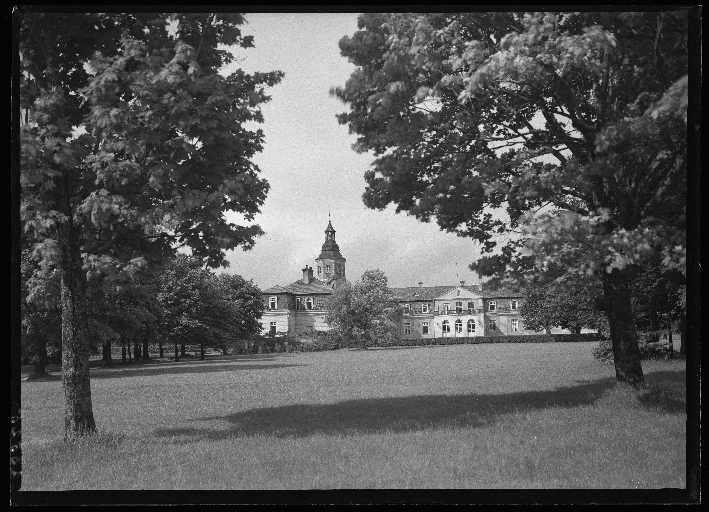
1936 г.
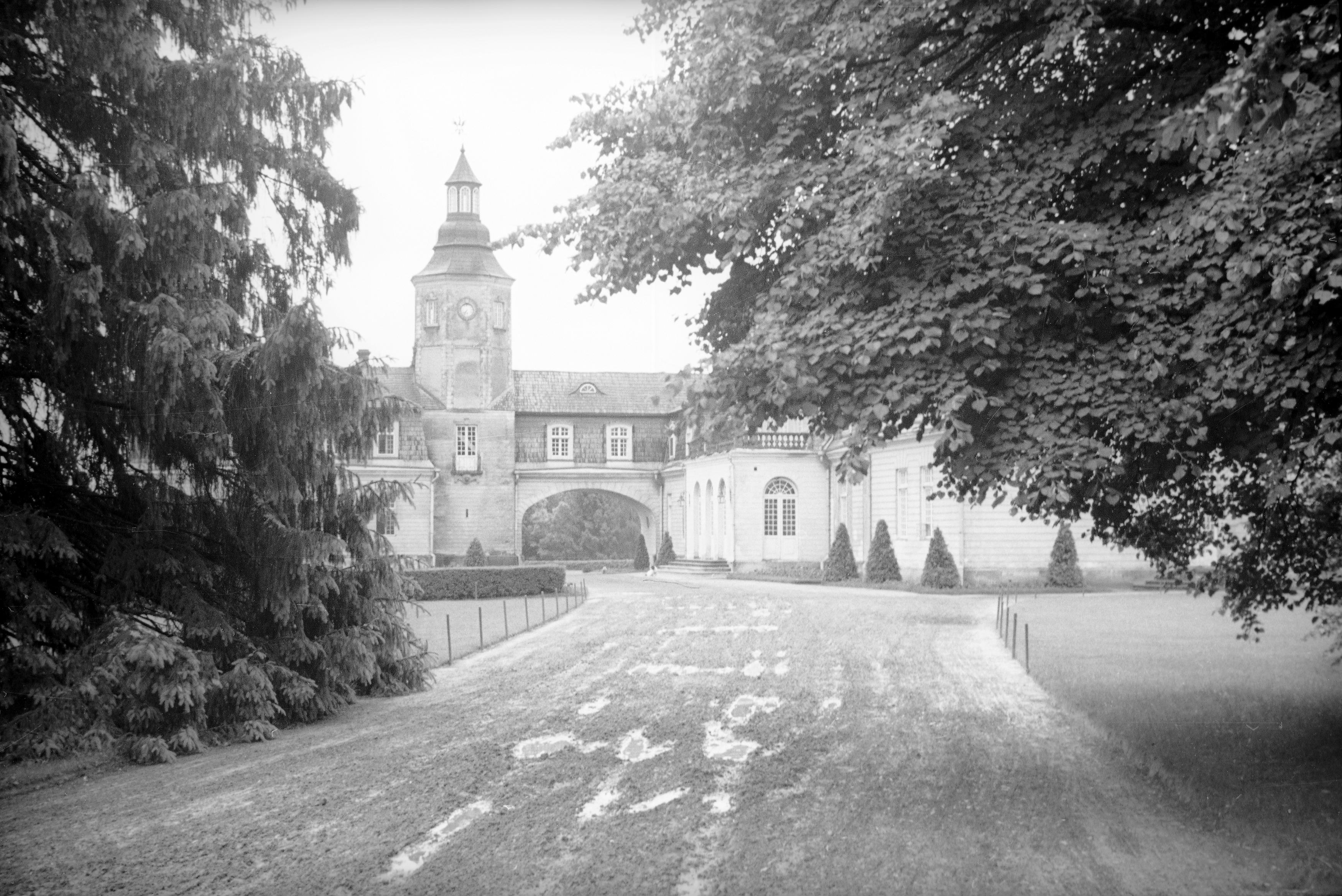
1936 г.
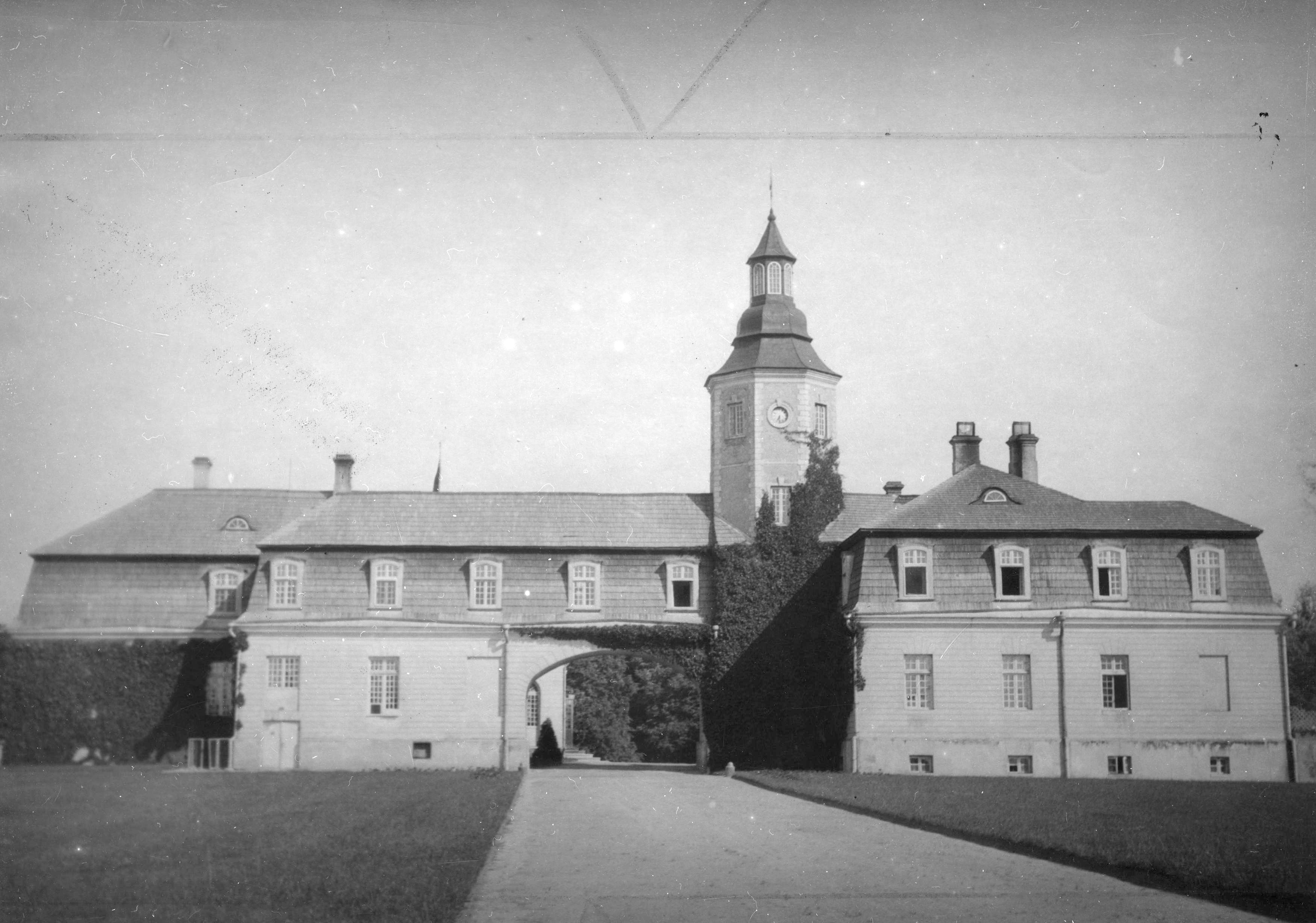
Март 1937 г.

С 12 октября 1940 года по 16 июля 1954 года центр Маньковичского сельсовета, с 16 июля 1954 года в составе Белогушского сельсовета, с 6 июня 1960 года в административном подчинении Столинского горсовета, с 2 марта 1998 года центр восстановленного Маньковичского сельсовета.

Маньковичи на старых фотографиях
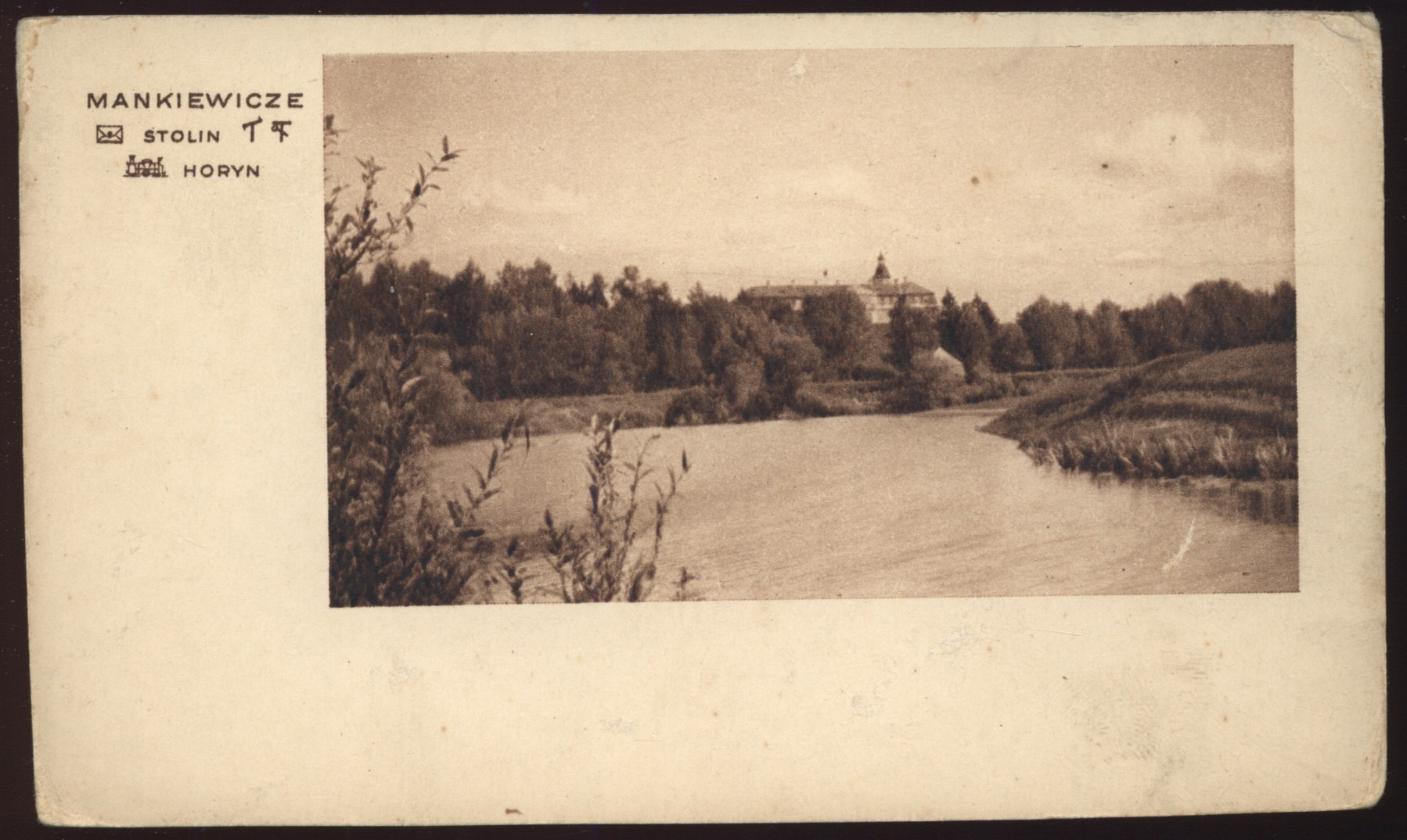
1930 г.
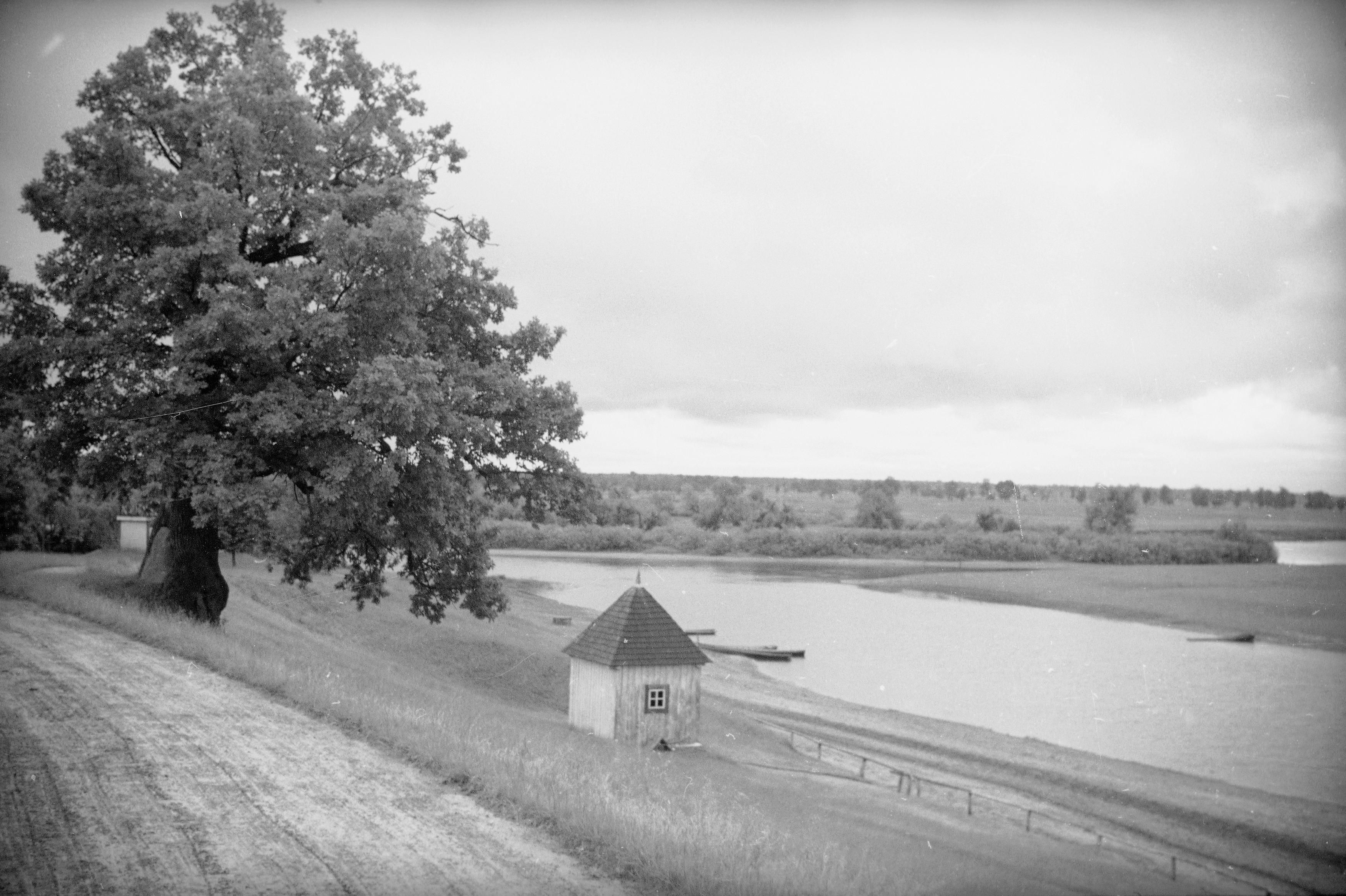
1936 г.
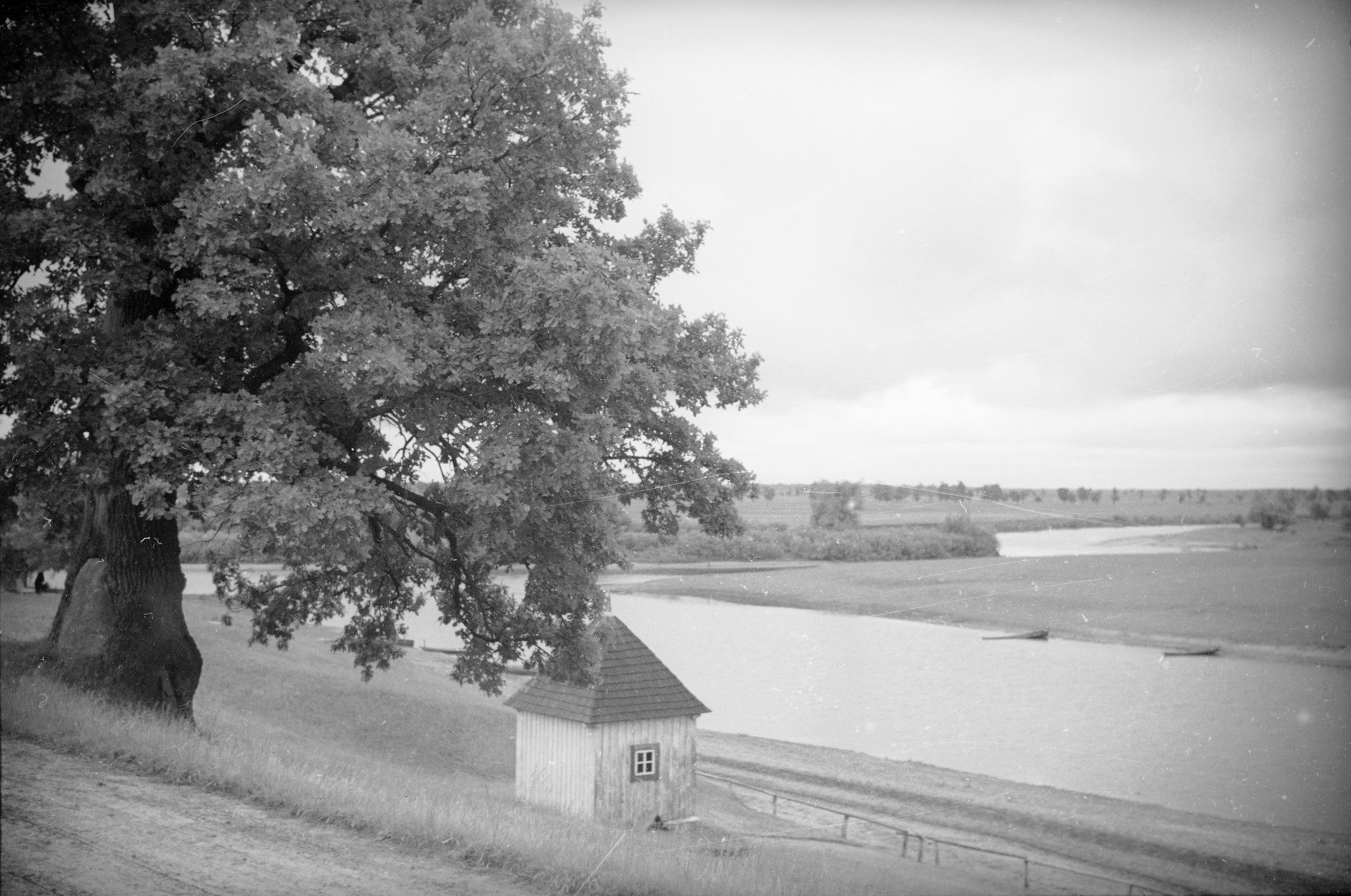
1936 г.
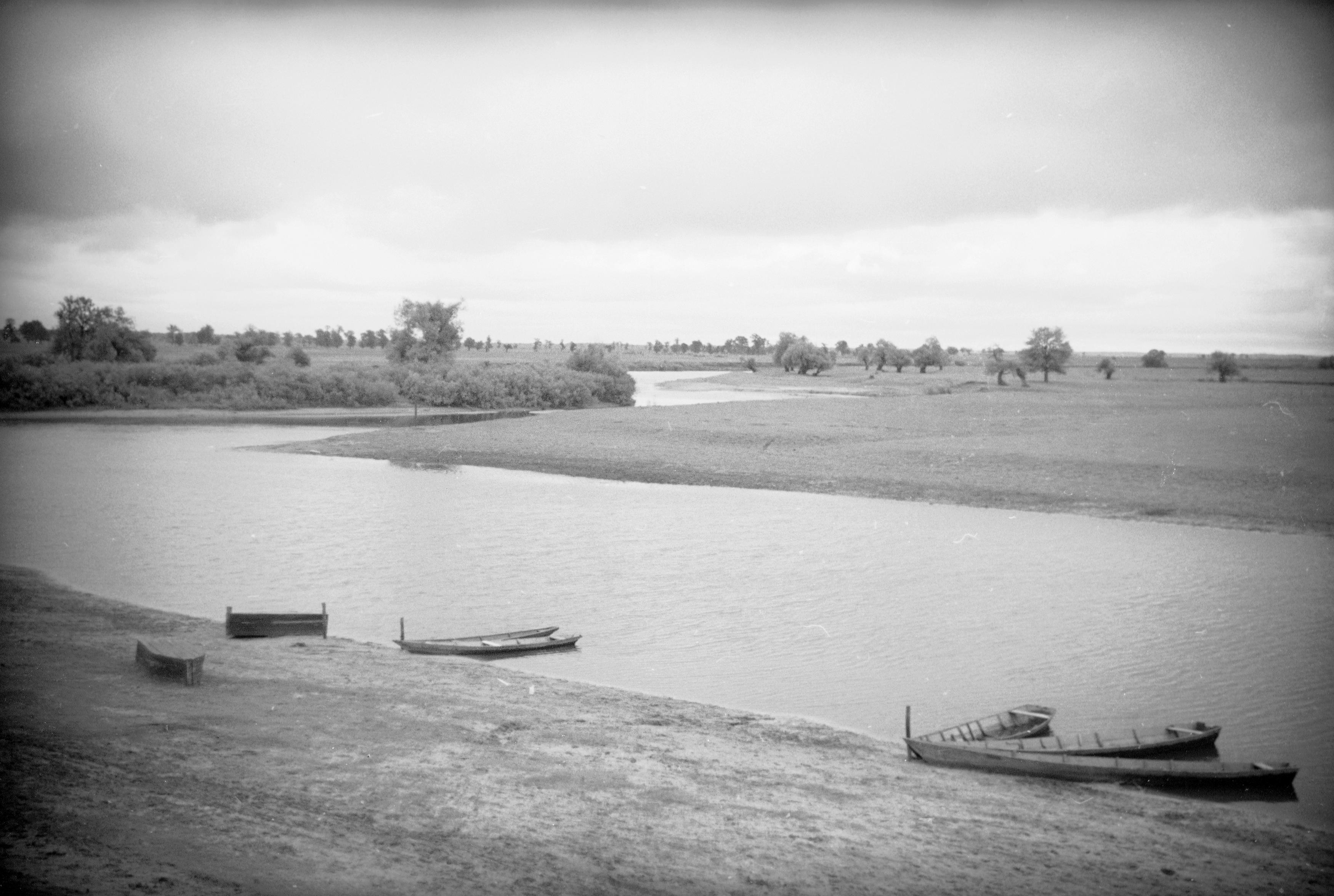
1936 г.
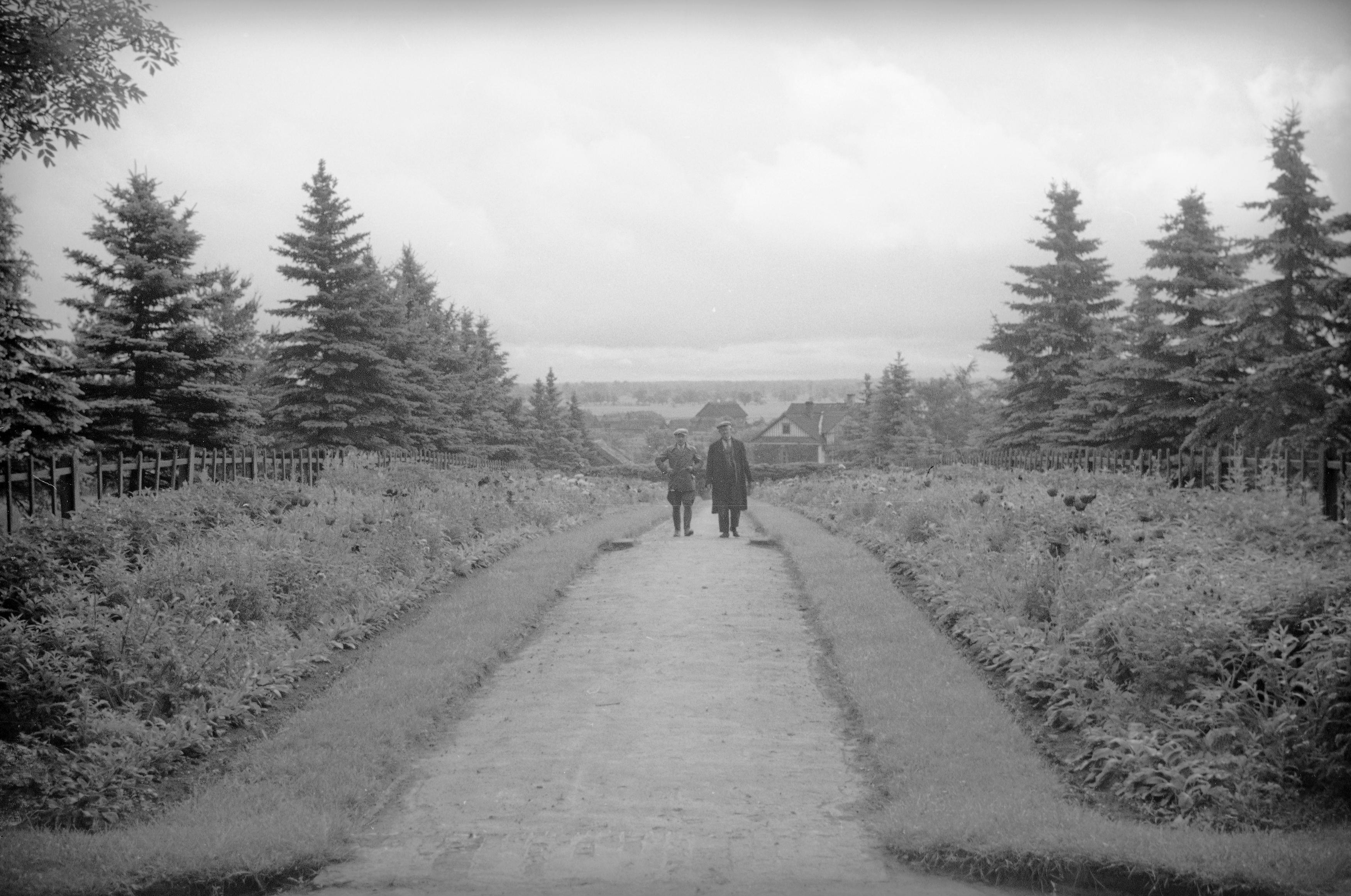
1936 г.
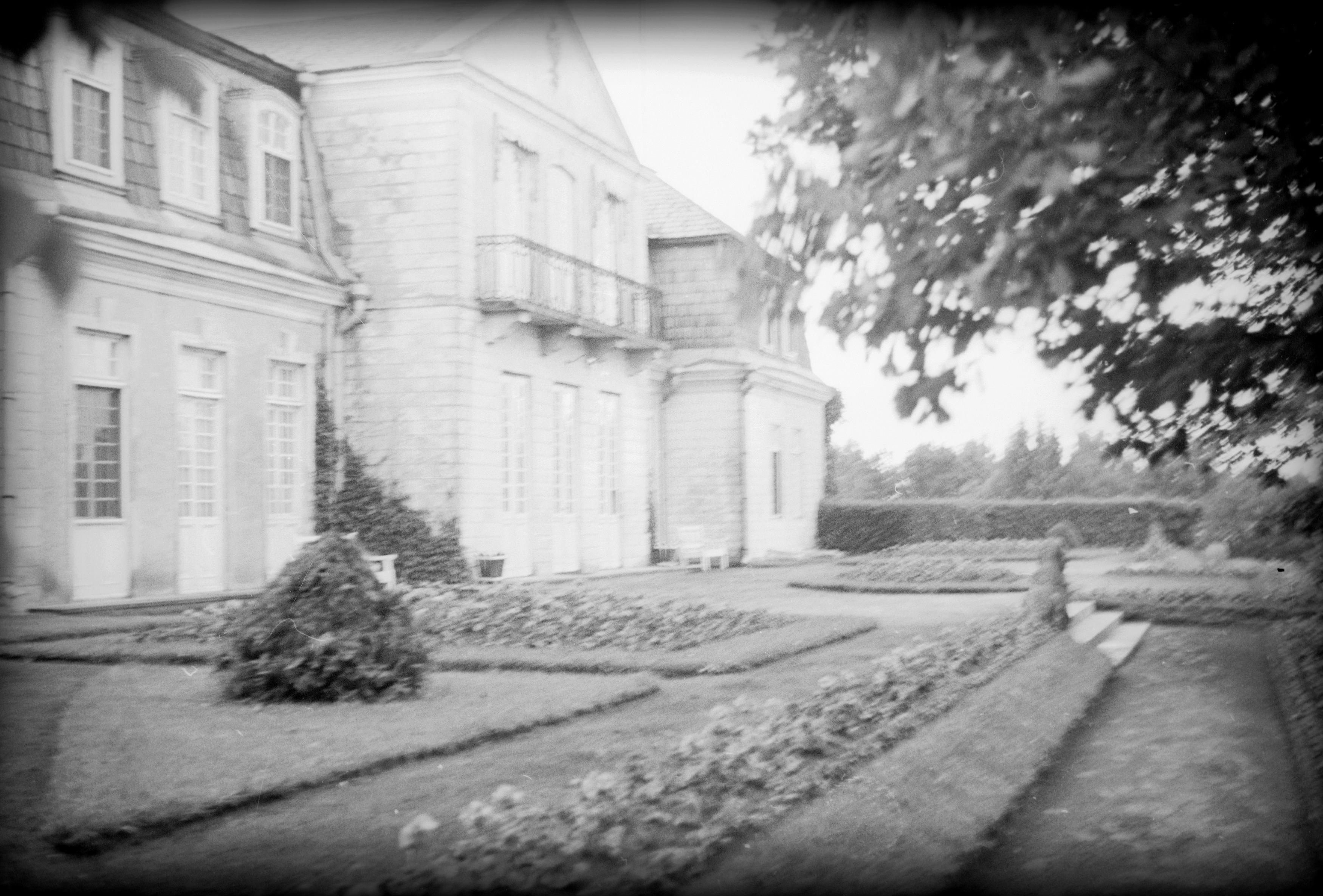
1936 г.

## Население
- 1999 год — 2392 жителей
- 2005 год — 3191 житель, 944 дворов[3]
- 2009 год — 2142 жителя
- 2019 год — 2 017 жителей (перепись населения)

## Культура
- Дом культуры
- Библиотека

## Достопримечательность
- Дворцово-парковый комплекс Радзивиллов (1885, сохранился частично) —  Историко-культурная ценность Республики Беларусь, шифр 112Г000661. Памятник архитектуры и садово-паркового искусства XVIII—XIX вв. в Маньковичах (ныне в границах Столина). Расположен на северо-восточной окраине. Архитектура романтизма. 
  - Памятный камень в парке Маньковичи
- Православная церковь Св. Серафима Саровского (1990-е)
- Протестантский храм (1990-е).
- Часовня

## Галерея

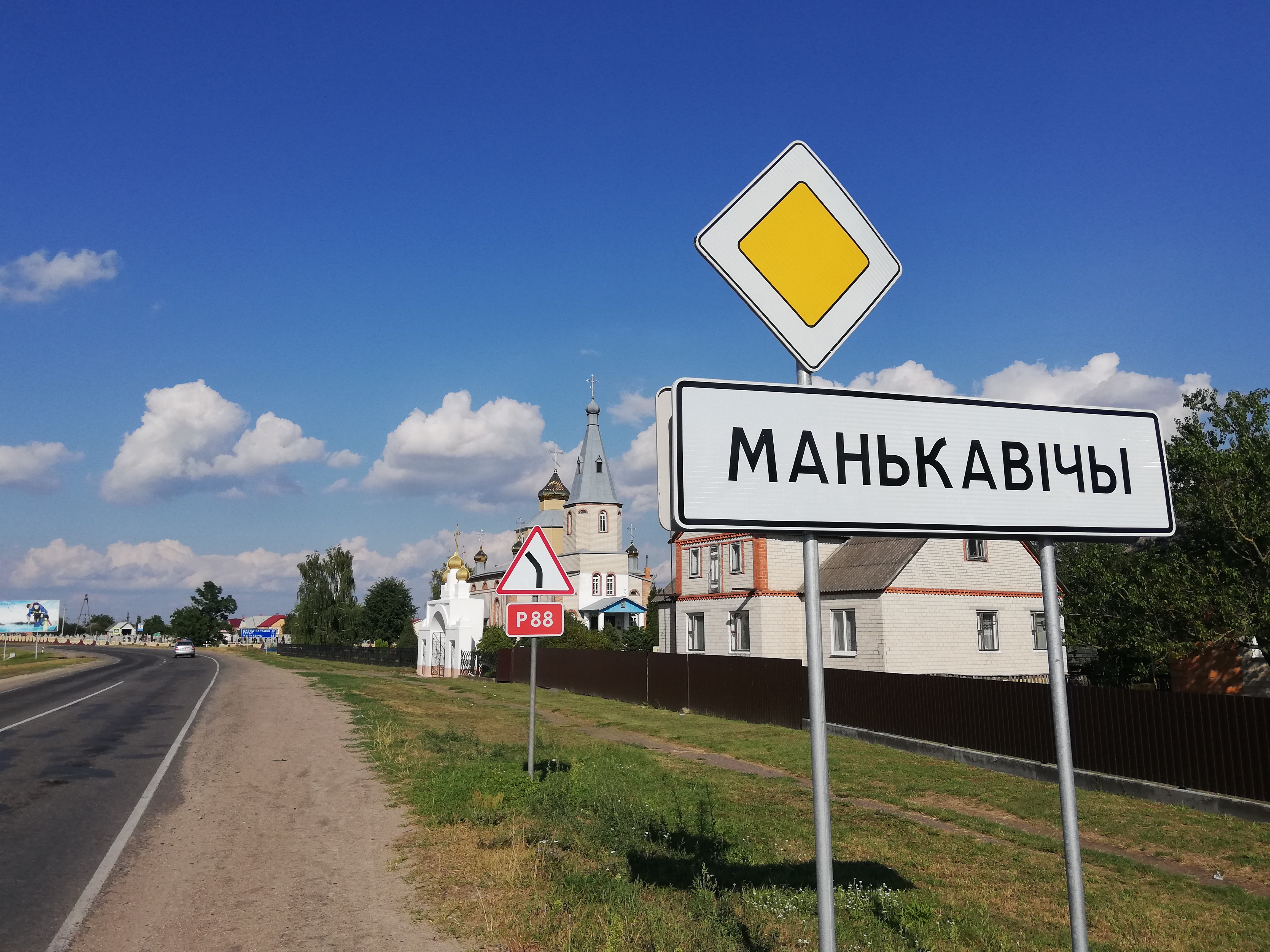
Въезд в Маньковичи. Вид на церковь Св. Серафима Саровского
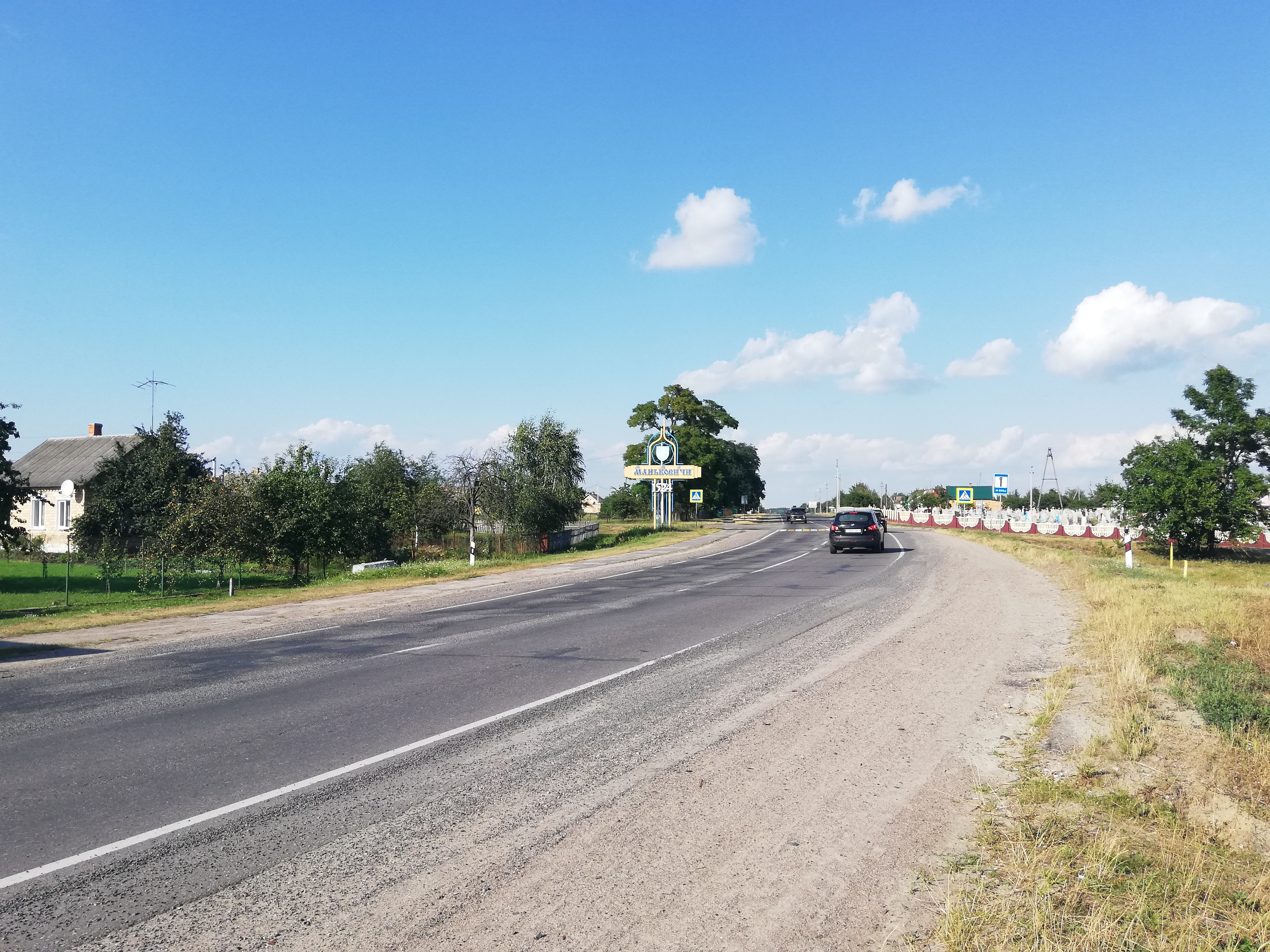
Улица
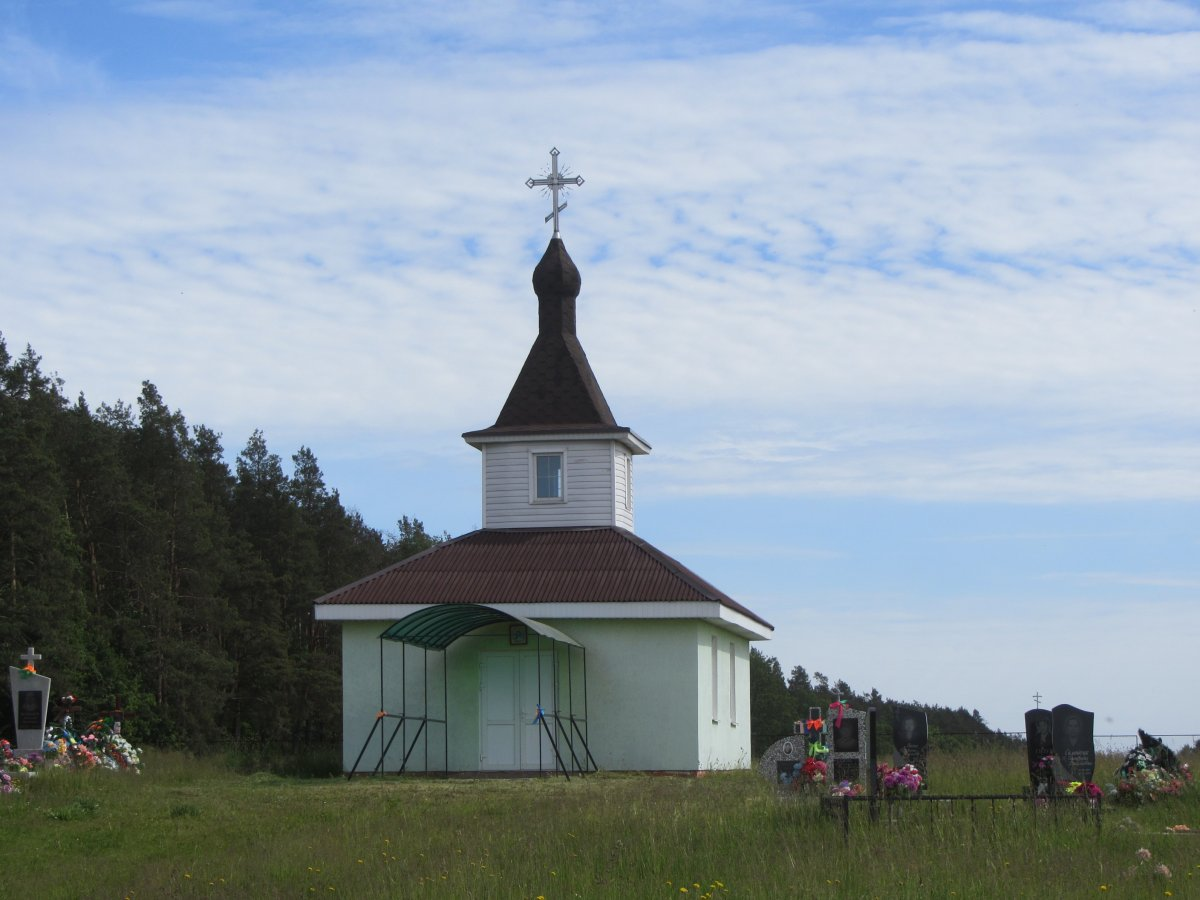
Часовня
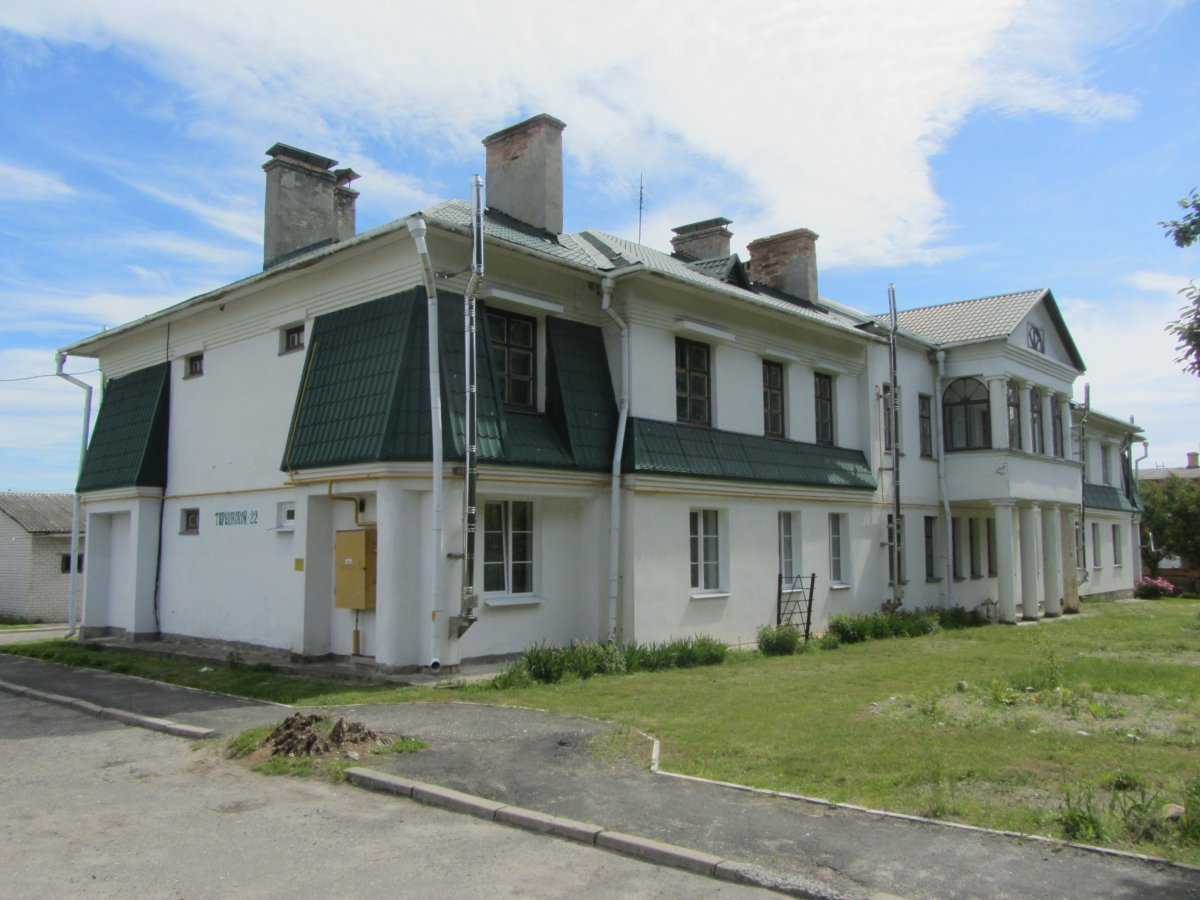
Бывшие конюшни
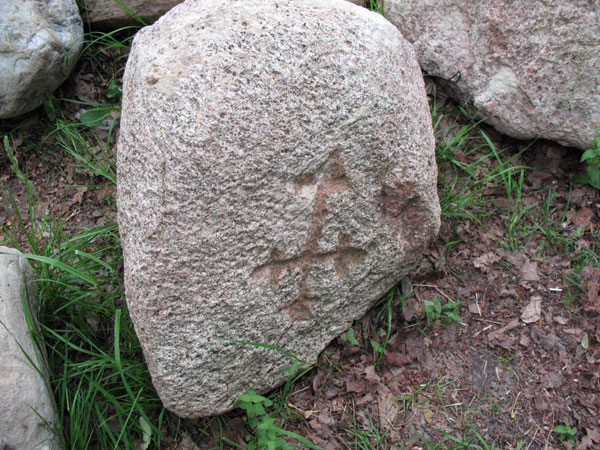
Камень со Столина в Маньковичах